# 吳方思
吳方思（1612年—？），字方之，號蓼堪，南直隸常州府武進縣民籍，宜興縣北渠里人，明朝政治人物。

## 生平
復社成員。為徐汧之門生，以博學聞名於南直。崇禎六年（1633年）癸酉科應天鄉試第四十八名舉人，十三年（1640年）中式庚辰科會試第三十九名，二甲第十四名進士。刑部觀政，授潼川州知州，調涪州知州，十六年（1643年）入覲，升戶部員外郎。

## 家族
曾祖吳性，嘉靖十四年進士，尚寶司丞；祖父吳尚行；父吳宗奎，萬曆十九年舉人。

## 引用
1. ↑  《崇禎十三年庚辰科進士三代履歷》：吴方思，曾祖性，嘉靖乙未进士，赠少傅、大学士；祖尚行，太学生；父宗奎，萬曆辛卯舉人。蓼堪，诗二房，壬子年十二月初八日生，武进县人，癸酉四十八名，会试三十九名，二甲十四名。刑部观政，本年授四川潼川知州。
2. ↑  《明季北略》：（崇祯十六年五月）十五日，赍阁臣羊酒，陈、蒋谓：「伴食无状，贻我皇忧。」方负愧，遂收成命。延儒亦权辞，竟同陈、蒋准允。时涪州知州武进吴方思蓼堪入觐在京，见邸抄，顿足致虑曰：「圣眷替矣。」